# Louis Robach
Louis Robach est un montagnard, voyageur, photographe, conférencier français, né à Besançon dans le Doubs le 4 septembre 1871, mort à Montréjeau en Haute-Garonne le 8 mars 1959.

## Biographie
Son grand-père paternel, Adolf Robachowy, est un aristocrate polonais exilé en France après l'écrasement de son pays par les Russes. Le jeune Louis, aîné de trois enfants, fait montre dès son plus jeune âge de dispositions étonnantes : une grande mémoire, et un goût pour les chiffres qui ne le quittera jamais, et qui le conduit à tout compter, depuis les cerises ou les grains de raisin qu'il mange, jusqu'aux kilomètres qu'il parcourt et les dents qu'il extrait dans l'exercice de son métier de chirurgien-dentiste (25 574 au total). À neuf ans, il décide de compter jusqu'à un million, notant à chaque interruption le nombre auquel il est arrivé : l'entreprise lui prendra deux ans. Adolescent il se convertit au végétarisme et ne boit que de l'eau. Toute sa vie, il ne transigera jamais sur ces principes, se faisant définitivement une réputation d'original et l'assumant pleinement. Il se montre d'une grande curiosité dans tous les domaines. Après un engagement dans l'armée, il entreprend des études à l'école dentaire à Paris, et travaille comme prothésiste pour payer ses études. Il sort premier de sa promotion, et trouve un travail à Marseille. Il s'inscrit à la société des Excursionnistes marseillais et fait de nombreuses randonnées et ascensions dans la région. En 1898, pour rejoindre sa fiancée, il s'installe à Condom, dans le Gers. Il travaille énormément, et tous les dimanches il n'hésite pas à aller, à bicyclette, randonner et ascensionner dans les Pyrénées.
Pendant la guerre de 1914-1918, ses origines étrangères, ses fréquents déplacements, la lunette astronomique installée sur sa terrasse, l'antenne d'un poste de TSF, le font suspecter d'espionnage au profit des Allemands par la population. Il est mobilisé en tant que dentiste à Agen, puis en Comminges, à Barbazan, et à Gourdan-Polignan. Il est démobilisé en août 1917.
Fin 1920, il se retrouve veuf, avec deux garçons et une fille. Il décide alors de quitter Condom pour s'installer à Montréjeau. Il s'y remarie avec Marie Lasbats. Ils auront trois enfants, qu'il décide de baptiser de noms d'étoiles : Antarès, Véga et Bellatrix. Le baptême est célébré à Gavarnie, par l'abbé Louis Pragnère, l'aumônier des cimes.
Louis Robach s'éteint à Montréjeau, le 8 mars 1959. Il a été un des grands acteurs, et un des grands témoins du pyrénéisme.

## L'alpiniste et l'andiniste
Louis Robach entreprend très jeune de grands voyages : il parcourt tous les pays d'Europe, toujours avec son extrême frugalité et des comptes scrupuleux : un voyage en Égypte, en 1913, lui coûte 250 oranges, dix mètres de canne à sucre et quelques concombres. Il voyage en Afrique, en Russie, en Amérique du Sud… En 1955, à 84 ans, il visite le Grand Canyon du Colorado et les chutes du Niagara.
Il a gravi six fois le Mont Blanc. La première fois, en 1902, il part seul, armé d'un bambou long de plusieurs mètres qui, attaché par le milieu à sa taille, doit le prémunir d'une chute dans une crevasse. Il renoncera toutefois à l'utiliser. Il monte au Cervin, au mont Rose, au Pelvoux, au Breithorn, à la barre des Écrins, au Weisshorn.
Dans les Andes, il tente d'arriver aux 6 000 mètres, il atteint 5 800 m sur l'Aconcagua, en 1929. En 1950, à 79 ans, il monte au sommet du Chacaltaya (5 100 m) et au Pico Meys (5 326 m).

## Le pyrénéiste
Ses ascensions pyrénéennes sont innombrables (bien que parfaitement dénombrées par leur auteur). Elles commencent en 1899. À partir de 1903, il fait des ascensions hivernales. Il est l'un des premiers à utiliser les skis dans les Pyrénées. En 1903, ayant reçu ses premières planches, commandées à la Manufacture de Saint-Étienne, il monte au lac de Gaube avec deux compagnons. En 1904, il fait partie du groupe (Falisse, Aubry, Heïd, Dr Basset, Robach) qui va tenter — et réussir — la première ascension de l'Aneto à skis. La descente commencée, Robach chute et se fait une entorse grave à la cheville. Il se traîne comme il peut, descendant jusqu'à l'Esera, remontant jusqu'au port de Vénasque, redescendant jusqu'à l'hospice de France. L'année suivante, il tente des ascensions à skis sur les grands sommets.
Dans toutes ses excursions, il emmène avec lui un imposant matériel photographique, qu'il utilise de jour comme de nuit (il est l'auteur de remarquables photographies de ciels étoilés dans des sites de haute montagne). En 1906, il réalise la première ascension de la Frondella occidentale (ca) (3 001 m). L'arête ouest de ce sommet porte depuis le nom d'arête Robach. Une plaque à son nom a été posée à la brèche de Tuquerouye, près du refuge du même nom, qu'il a beaucoup fréquenté lors de ses 43 ascensions du mont Perdu.